# Кирносов, Алексей Алексеевич
Алексей Алексеевич Кирносов (1932—1980) — советский писатель, автор художественных и документальных произведений для детей и взрослых, посвящённых людям, связанным с морем — морякам, военным, кораблестроителям.

## Биография

### Происхождение
Сын капитана 1 ранга, Алексея Сергеевича Кирносова (служил штурманом крейсера «Красный Кавказ»). Во время войны провел несколько лет в США, в Вашингтоне, где его отец был военно-морским атташе.
С 1947 г. по 1952 г. учился в Подготовительном военно-морском и 1-м Балтийском военно-морском училищах. На 5-м курсе в училище государственные экзамены не сдавал, решив не связывать свою жизнь с военно-морским флотом. Был отчислен на флот. Служил в гарнизонном клубе, а в 1954 году уволен с военной службы.
C 1954 и до 1970 г. работал моряком на спасательных судах Северного флота, в торговом флоте в Арктике.

### Творчество
Начал писать прозу и стихи во время учёбы в военно-морском училище. «Он музицировал, рисовал, писал прозу и стихи. Особенно увлекался политсатирой в духе Ильи Набатова и продавал свои сочинения кому-то, кто выступал с ними с эстрады. При этом фамилия Кирносова не упоминалась». В репертуаре Аркадия Райкина была включена миниатюра в стихах «Птичий базар», которую в 1951 году написал Алексей Кирносов. Его миниатюра «Красная шапочка» прошла по всей стране в исполнении популярных эстрадных артистов того времени братьев Ратмира и Анатолия Васютинских.
«Простое море» — первая книга молодого ленинградского писателя Алексея Кирносова. В неё включены три повести: «Ветер», "Навигацию закрывает «Градус» и «Миф об аргонавтах». Герои А. Кирносова — моряки-спасатели, моряки-гидрографы, перегонщики судов Северным морским путем. Об их повседневной работе, полной напряжения и риска, о том, как они живут, о чём думают, чем волнуются, рассказывает молодой писатель, и сегодня не оставивший своей основной — морской — профессии.
С 1970 года — профессиональный писатель. Писал художественные произведения, посвящённых морской теме.
Алексей Кирносов был неординарен, противоречив и не укладывался в отредактированные и отлакированные характеристики советского времени. В 1972 году им был написан роман «Перед вахтой». Этот роман посвящен тем, кто ещё только готовится выйти в море, овладевает сложной и мужественной профессией моряка. Герои романа — курсанты 1-го Балтийского военно-морского училища, на минно-торпедном факультете которого учился сам А. Кирносов. В газете «Известия» вышла статья капитана 2 ранга Незрена А. И. с резкой критикой романа, где утверждалось, что книга не способствует патриотическому воспитанию будущих офицеров. Роман был отрицательно принят партийным руководством Союза писателей СССР. Книга была рекомендована к изъятию из библиотек. В 1974 году А. Кирносов был исключен из Союза писателей СССР, однако повторно принят в 1978 году.
Детские книги Кирносова «Далеко и обратно», «Ах, эта прекрасная улица», «Свидание с морем», «Страна мудрецов», «Человек отправляется в путь» — интонационно очень добрые, тёплые, наполненные юмором и светлой лирикой.
Похоронен на Богословском кладбище Санкт-Петербурга (семейное захоронение).